# پیز گنارچ
پیز گنارچ (به لاتین: Piz Gannaretsch) یک کوه در سوئیس است که در کانتون گراوبوندن واقع شده‌است.